# Let Down
«Let Down» es una canción de la banda inglesa de rock alternativo Radiohead, que figura como la quinta pista de su álbum de 1997 OK Computer.

## Historia y grabación
«Let Down» fue grabada principalmente una madrugada de septiembre de 1996 en el salón de baile de St Catherine's Court, una mansión histórica, propiedad de la actriz Jane Seymour, donde se grabó gran parte de OK Computer. 

## Descripción
El tema cuenta con prominentes arpegios de guitarras y piano eléctrico e incluye un solo de guitarra de Jonny Greenwood en un compás diferente al que la canción está escrita. Ed O'Brien, guitarrista de la banda, describió la canción como «un guiño de Phil Spector». La letra de la canción menciona bichos aplastados y trata «acerca de como la tecnología nos ha vuelto miserables y sin sentido a la hora de salir a la sociedad, es como esa sensación de ir en un autobús sin saber dónde ir» 

## Lanzamiento
Fue planeada originalmente como el sencillo sucesivo a «Paranoid Android». Fue reemplazada por «Karma Police» cuando el vídeo musical creado para «Let Down» fue estimado como insatisfactorio. La canción, sin embargo, fue lanzada como sencillo promocional para estaciones de radios en algunos países. La canción también aparece en el recopilatorio Radiohead: The Best Of.

## Versiones de otros artistas
En 2003, el pianista clásico Christopher O'Riley incluyó una versión de este tema en su álbum True Love Waits: Christopher O'Riley Plays Radiohead. En 2006, Toots Hibbert realizó una versión de este tema para el álbum de Easy Star All-Stars Radiodread, que incluía otras canciones de OK Computer en clave  reggae.